# الرابطة الوطنية لمصنعي الأجهزة الكهربائية
الرابطة الوطنية لمصنعي الأجهزة الكهربائية (NEMA) هي رابطة مصنعي الأجهزة الكهربائية والتصوير الطبي بالولايات المتحدة الامريكية. تم تأسيسها عام 1926 وحافظت على مقرها في روسلين، فرجينيا، خارج واشنطن العاصمة، ولها مايقرب من 450 من الشركات الأعضاء لتصنيع المنتجات المستخدمة في التوليد، النقل، التوزيع، التحكم واستخدام الكهرباء.
تستخدم هذه المنتجات في المرافق والتطبيقات الصناعية والتجارية والسكنية والمؤسسات. إدارة رابطة التصوير الطبي والتحالف التكنولوجي تمثل الشركات المصنعة لأحدث معدات التصوير التشخيصي الطبي وتشمل التصوير بالرنين المغناطيسي، تصوير مقطعي محوسب، اشعة سينية والموجات فوق الصوتية.

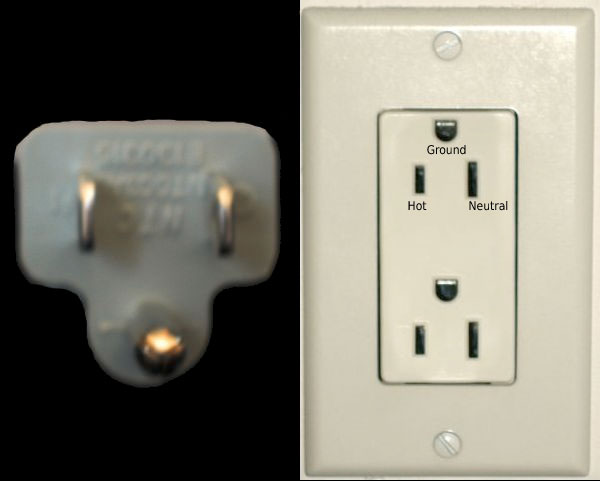
موصل من انتاج الرابطة الوطنية لمصنعي الاجهزة الكهربائية

تجاوزت المبيعات العالمية من منتجات الرابطة الوطنية لمصنعي الاجهزة الكهربائية 140 بليون دولار. كما تمتلك مكاتب في بكين ومكسيكو سيتي. وبالإضافة إلى أنشطة الضغط السياسي، فإنها تنشر أكثر من 600 معيار، تطبيقات إرشادية، اوراق بيضاء واوراق فنية.